# Thomas Gray (1914-1940)

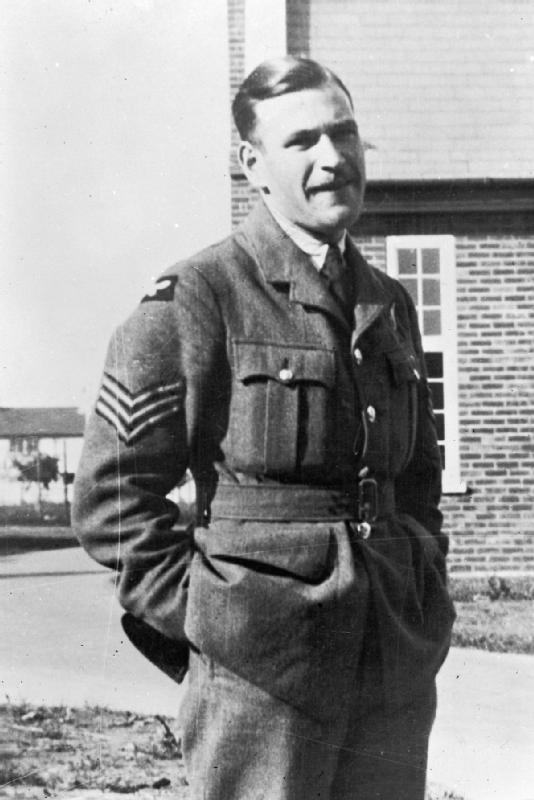
Thomas Gray

Thomas Gray (Urchfont, 17 mei 1914 - Veldwezelt, 12 mei 1940) was een navigator bij de Royal Air Force. Hij kwam om bij het bombardement van de brug bij Veldwezelt op 12 mei 1940. Hij leidde een formatie van vijf vliegtuigen in de aanval op lage hoogte naar de bruggen van Vroenhoven en Veldwezelt. Slechts één vliegtuig keerde terug. Voor zijn actie ontving hij het Victoria Cross, samen met de piloot van zijn Fairey Battle, Donald Garland.

## Aanleiding
Bij de inval van de Duitse Wehrmacht op de eerste dag van de oorlog in België, 10 mei 1940, werd het fort Eben-Emael buiten gevecht gesteld en de dag nadien bezet. Twee belangrijke bruggen over het Albertkanaal, bij Veldwezelt en Vroenhoven, waren niet vernietigd. Ze gaven toegang voor het Duitse 6e leger tot het Belgisch grondgebied.

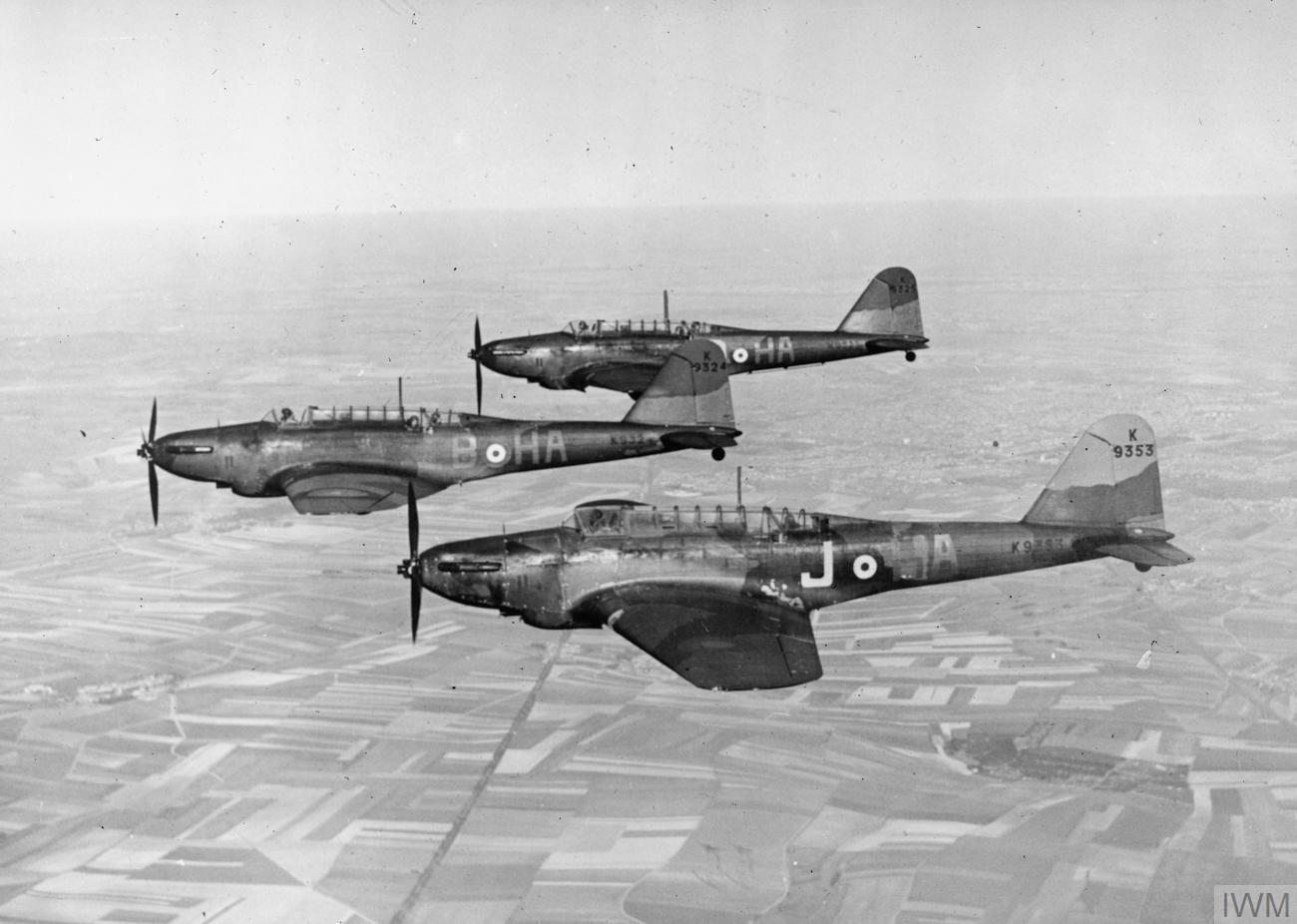
Fairey Battles in formatie

Op 11 mei 1940 gingen bij een Belgische luchtaanval op de bruggen zes van de negen Fairey Battles verloren, geladen met zestien bommen van 50 kg. Daarom besloot luchtmaarschalk Arthur Barratt de Engelse aanval enkel met vrijwilligers uit te voeren. Iedereen van het squadron 12 stapte naar voren. Zes bemanningen die bovenaan het vliegrooster stonden werden aangeduid. Onder hen waren ook bemanningen van een ander squadron. Een vliegtuig met geblokkeerd bommechanisme moest aan de grond blijven.

## De aanval
Het vliegtuig met sergeant Gray en piloot officier Donald Garland leidden de formatie van vijf vliegtuigen in de aanval op de bruggen. Twee vliegtuigen, waarvan een bestuurd door piloot Norman Thomas en het andere door Thomas Davy vielen de brug bij Vroenhoven aan. Ze kwamen terecht in een spervuur van luchtdoelartillerie en machinegeweervuur. Sommige bronnen vermelden tot wel 300 machinegeweren rondom de bruggen en dat er meer dan 100 Messerschmidts Bf 109 actief waren. 

### De brug van Vroenhoven
Thomas dook naar de brug van Vroenhoven en een van zijn bommen raakte het uiteinde van de brug. Door beschadigingen moest zijn toestel een noodlanding maken. Ze overleefden de landing maar werden krijgsgevangen gemaakt. Het toestel van Davy miste het doel en werd in de vleugel geraakt. De noodlanding gebeurde enkele kilometers verder en de bemanning werd ook krijgsgevangen gemaakt. Thomas Davy kreeg voor zijn actie het Distinguished Flying Cross.

### De brug van Veldwezelt
De drie vliegtuigen, bestuurd door Garland, officier McIntosh en sergeant Fred Marland zetten koers naar de noordelijker gelegen brug van Veldwezelt. Ze losten hun bommen en luchtfotografie achteraf toonde zware beschadiging aan het westelijk deel van de brug, waarschijnlijk veroorzaakt door het vliegtuig van de 21-jarige Garland, Gray en schutter Lawrence Reynolds. Hun Battle crashte en de bemanning kwam om. Hun lichamen werden verborgen voor de Duitsers door de Belgische bevolking en na de bevrijding in 1944 werd de grafregistratiedienst verwittigd. Ze kregen eerst een graf te Lanaken om nadien te worden herbegraven op het oorlogskerkhof te Heverlee.

## Galerij

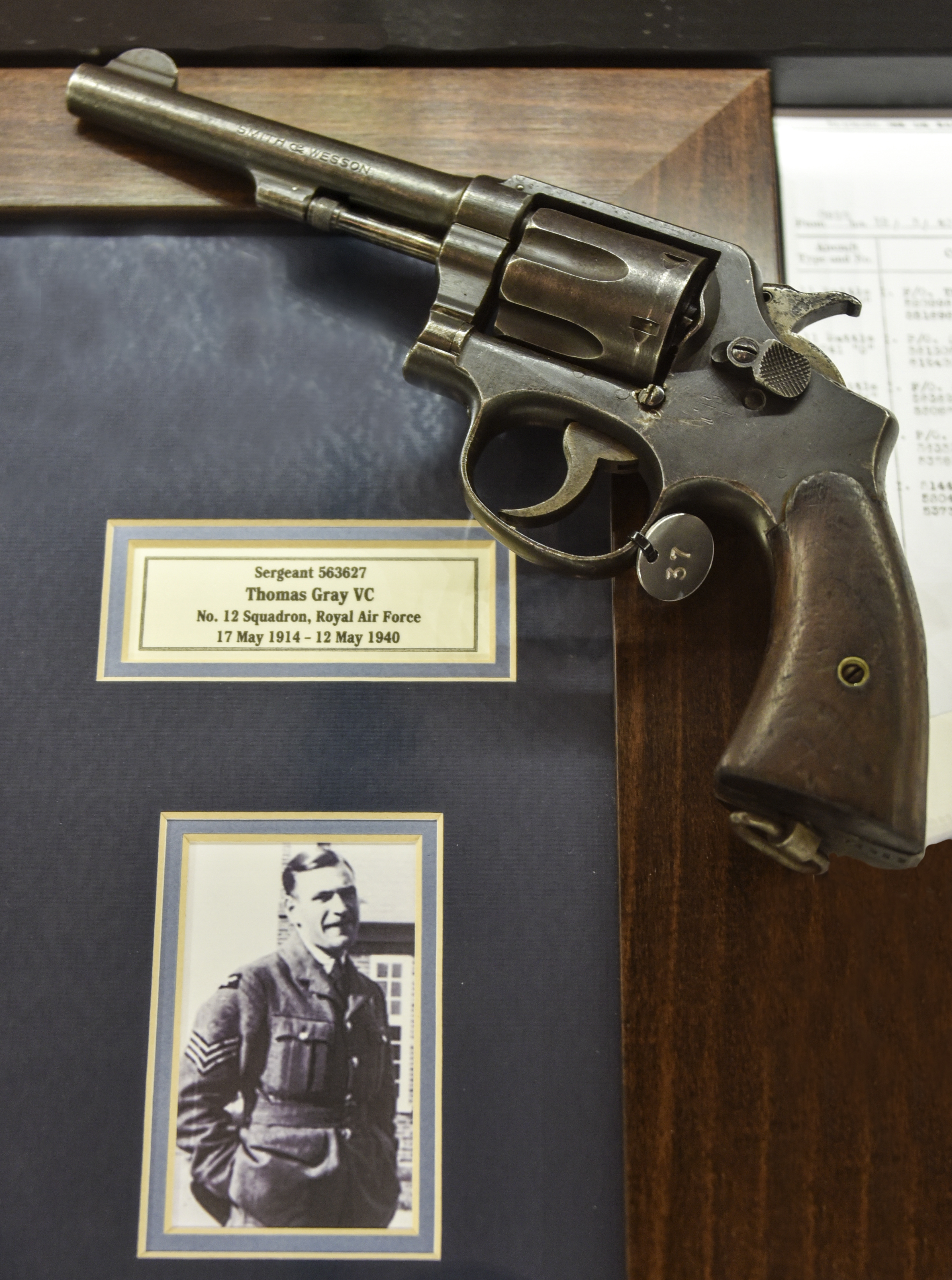
Zijn revolver, bewaard in het Fort Eben-Emael
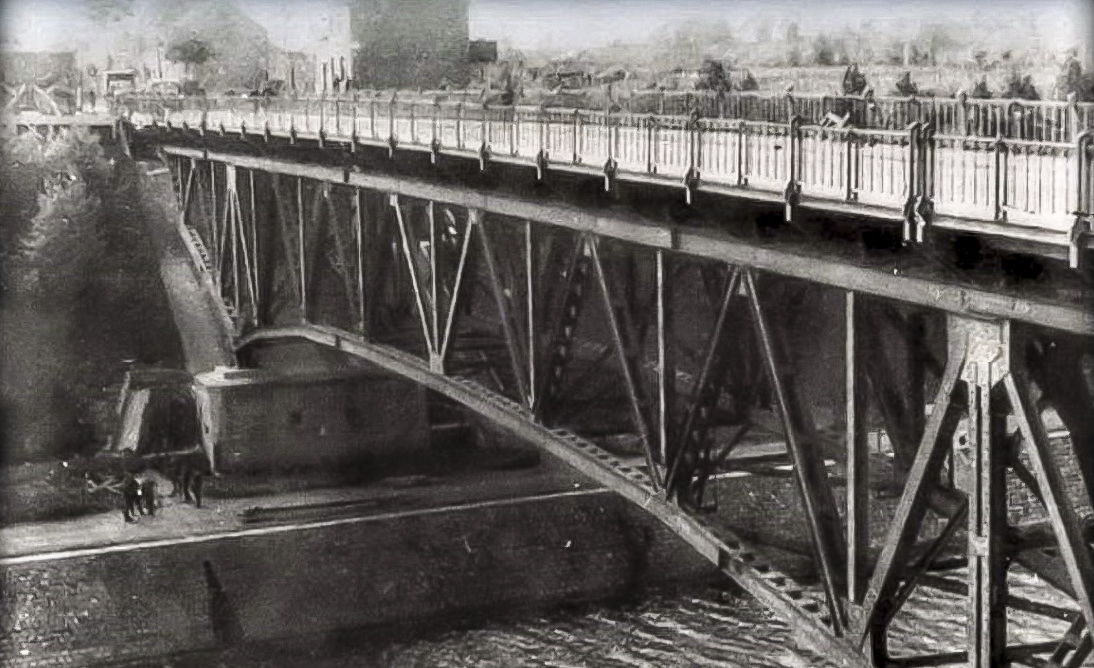
Brug bij Veldwezelt vóór mei 1940 met bunker N bovenaan links bunker C onderaan
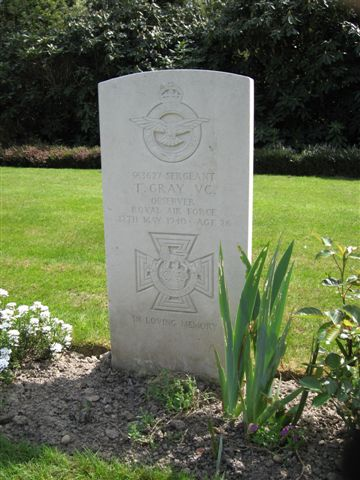
Graf van Thomas Gray
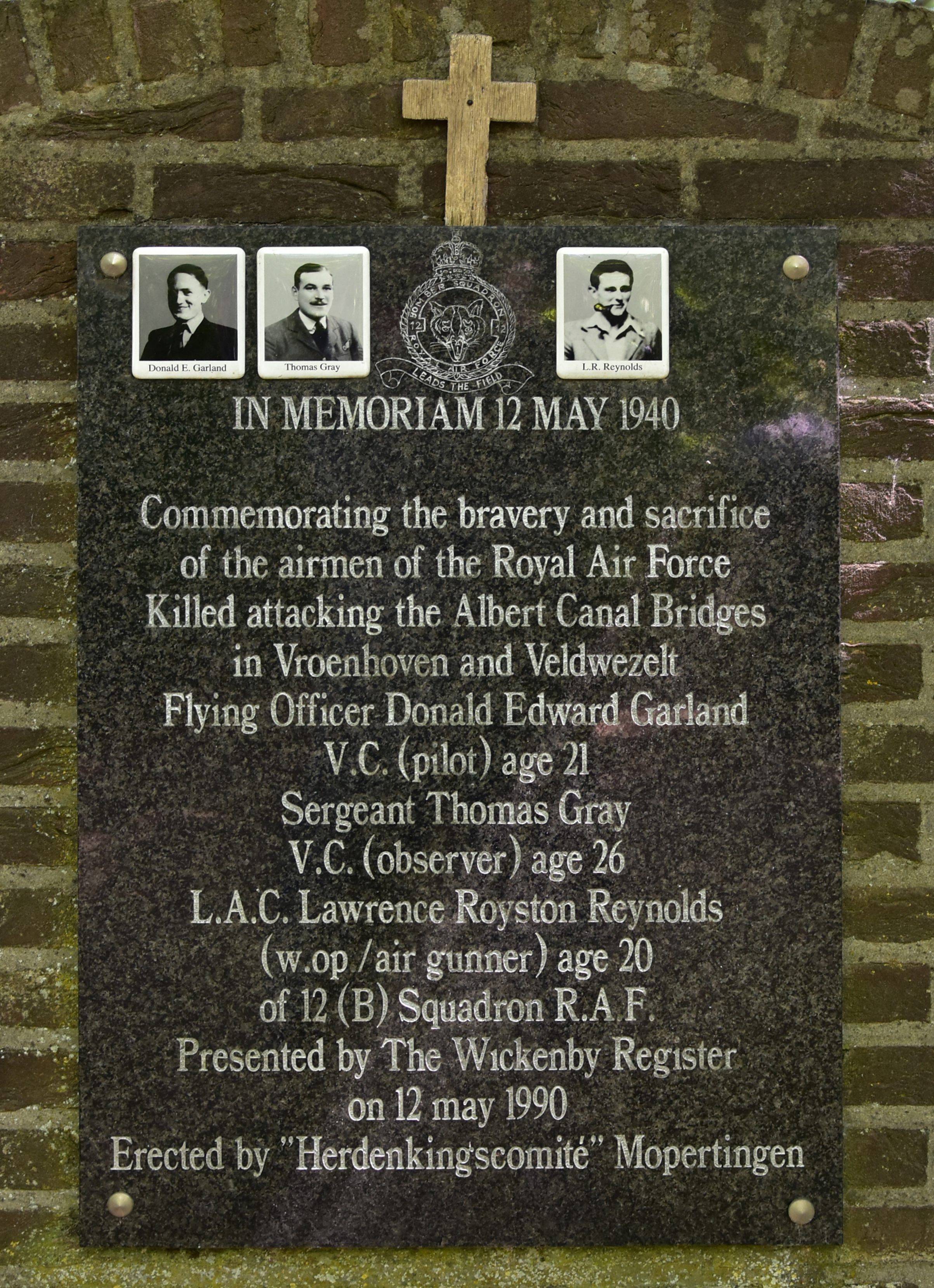
Gedenkplaat bij de brug bij Veldwezelt